# Punta Umbría
Punta Umbría település Spanyolországban, Huelva tartományban. Punta Umbría Cartaya, Gibraleón és Huelva községekkel határos. Lakosainak száma 16 137 fő (2024).

## Népesség
A település népessége az utóbbi években az alábbiak szerint változott:
| Lakosok száma | 12 296 | 13 089 | 14 033 | 14 708 | 14 899 | 14 934 | 15 053 | 15 242 | 15 891 | 16 137 |
|               | 2001   | 2004   | 2006   | 2009   | 2011   | 2014   | 2016   | 2019   | 2021   | 2024   |